# Tomi Saarelma
Tomi Saarelma (Hollola, 30 de novembro de 1988) é um futebolista finlandês.